# Klíčany
Klíčany település Csehországban, a Kelet-prágai járásban. Klíčany Bašť, Klecany, Odolena Voda, Panenské Břežany és Vodochody településekkel határos. Lakosainak száma 610 fő (2024. január 1.).

## Népesség
A település lakosságának változását az alábbi diagram mutatja:
| Lakosok száma | 213  | 227  | 308  | 314  | 276  | 414  | 420  | 443  | 563  | 610  |
|               | 1869 | 1900 | 1921 | 1961 | 1980 | 2011 | 2016 | 2019 | 2021 | 2024 |